# Daniel Benkert
Daniel Benkert (* 1969 in Mainz) ist Professor für Bürgerliches Recht sowie Deutsches und Internationales Arbeits- und Wirtschaftsrecht an der privaten German Graduate School of Management and Law (GGS) in Heilbronn und Rechtsanwalt in Frankfurt am Main.

## Leben
Daniel Benkert studierte Rechtswissenschaften an den Universitäten Konstanz und Ferrara sowie an der Verwaltungshochschule Speyer. Nach den beiden Staatsexamina arbeitete er als wissenschaftlicher Mitarbeiter von Hans-Wolfgang Strätz am Lehrstuhl für Rechtsgeschichte, Kirchenrecht und Bürgerliches Recht an der Universität Konstanz und promovierte dort mit einer Arbeit über die Ausgestaltung des Elternrechts im Bürgerlichen Gesetzbuch.
Von 2002 bis 2010 war Benkert als Rechtsanwalt und Fachanwalt für Arbeitsrecht für die internationale Wirtschaftskanzlei Freshfields Bruckhaus Deringer LLP tätig. Im Jahre 2010 gründete er zusammen mit Lars Friske, Bernhard Maluch und Andreas Rasner eine Kanzlei mit Sitz in Frankfurt am Main.
Im April 2011 wurde Benkert zum Professor für Bürgerliches Recht sowie deutsches und internationales Arbeits- und Wirtschaftsrecht an der GGS berufen. Seine Forschungsschwerpunkte sind deutsches und europäisches Arbeitsrecht, Compliance und Methodenlehre.

## Schriften
- Die „bösen“ Kinder. Zu Umfang und Inhalt der Personensorge aus Sicht der Eltern, Diss. Konstanz, 2002, ISBN 3-7694-0956-6
- Arbeitsrecht. In: Weber/Schäfer/Hausmann, Praxishandbuch Public Private Partnership (2005), Seite 393–435 (zusammen mit U. Schweibert). ISBN 978-3406532580
- Kommentierung der §§ 1 Abs. 4 und Abs. 5, 5 KSchG (Kündigungsschutzgesetz) sowie §§ 125, 126, 127 InsO (Insolvenzordnung) in: Thüsing/Laux/Lembke, Kündigungsschutzgesetz, 1. Auflage (2007) und 2. Auflage (2011).